# Heliconius doris
Heliconius doris är en fjärilsart som beskrevs av Carl von Linné 1771. Heliconius doris ingår i släktet Heliconius och familjen praktfjärilar. Inga underarter finns listade i Catalogue of Life.

## Bildgalleri

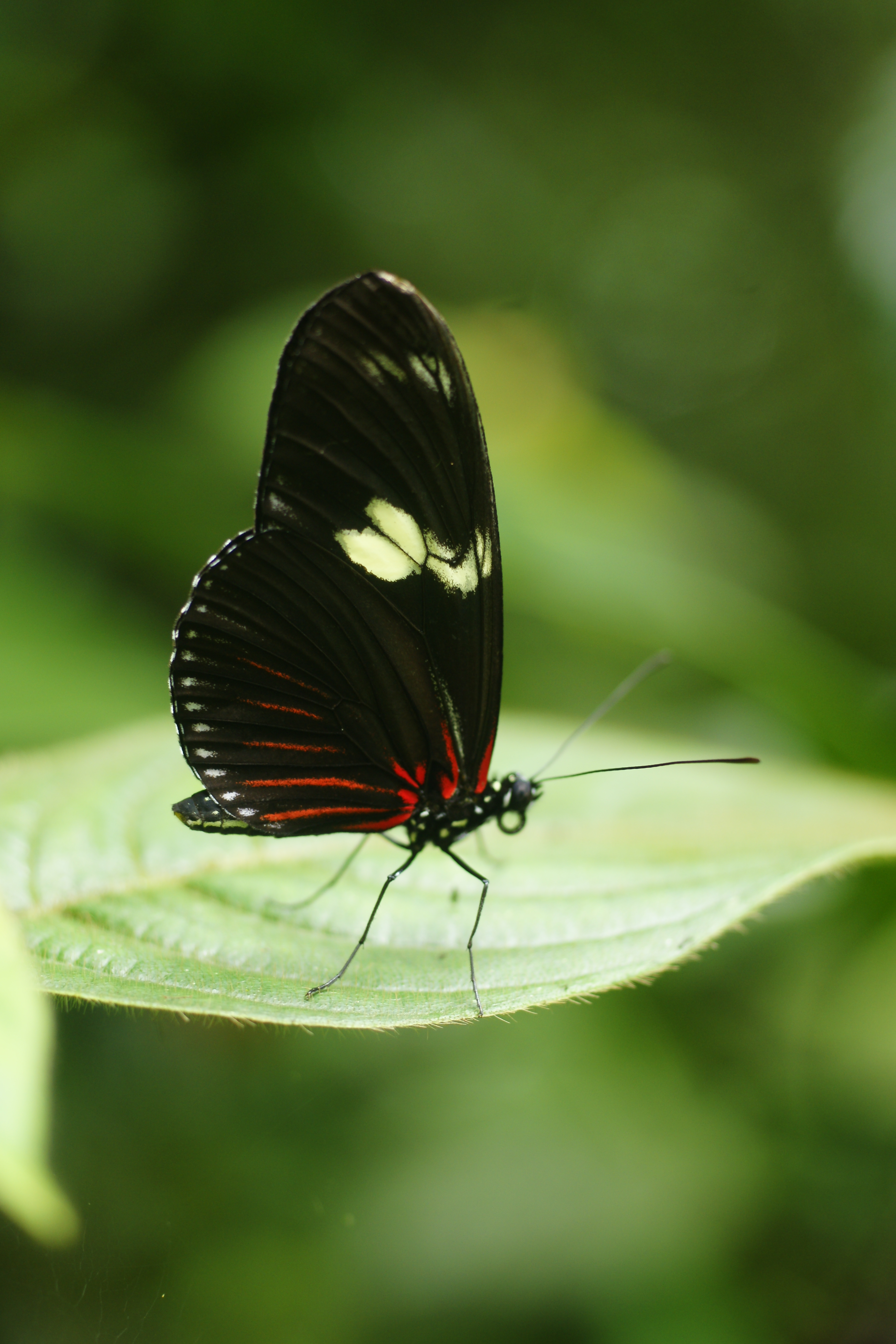